# ZNF367
ZNF367 (англ. Zinc finger protein 367) – білок, який кодується однойменним геном, розташованим у людей на короткому плечі 9-ї хромосоми. Довжина поліпептидного ланцюга білка становить 350 амінокислот, а молекулярна маса — 38 411.
| 10         |  | 20         |  | 30         |  | 40         |  | 50         |
| ---------- |  | ---------- |  | ---------- |  | ---------- |  | ---------- |
| MIRGFEAPMA |  | ENPPPPPPPV |  | IFCHDSPKRV |  | LVSVIRTTPI |  | KPTCGGGGEP |
| EPPPPLIPTS |  | PGFSDFMVYP |  | WRWGENAHNV |  | TLSPGAAGAA |  | ASAALPAAAA |
| AEHSGLRGRG |  | APPPAASASA |  | AASGGEDEEE |  | ASSPDSGHLK |  | DGIRRGRPRA |
| DTVRDLINEG |  | EHSSSRIRCN |  | ICNRVFPREK |  | SLQAHKRTHT |  | GERPYLCDYP |
| DCGKAFVQSG |  | QLKTHQRLHT |  | GEKPFVCSEN |  | GCLSRFTHAN |  | RHCPKHPYAR |
| LKREEPTDTL |  | SKHQAADNKA |  | AAEWLARYWE |  | MREQRTPTLK |  | GKLVQKADQE |
| QQDPLEYLQS |  | DEEDDEKRGA |  | QRRLQEQRER |  | LHGALALIEL |  | ANLTGAPLRQ |
|            |  |            |  |            |  |            |  |            |

A: Аланін

C: Цистеїн

D: Аспарагінова кислота

E: Глутамінова кислота

F: Фенілаланін

G: Гліцин

H: Гістидин

I: Ізолейцин

K: Лізин

L: Лейцин

M: Метіонін

N: Аспарагін

P: Пролін

Q: Глутамін

R: Аргінін

S: Серин

T: Треонін

V: Валін

W: Триптофан

Кодований геном білок за функціями належить до активаторів, фосфопротеїнів. 
Задіяний у таких біологічних процесах, як транскрипція, регуляція транскрипції, альтернативний сплайсинг. 
Білок має сайт для зв'язування з іонами металів, іоном цинку, ДНК. 
Локалізований у ядрі.